# 富士X100T
富士X100T（X100系列第三代）于2014年9月10日由富士胶片发布。它是X100S的后继产品。  它在外观上与上一代的X100S非常相似，并与之共享许多核心规格（包括镜头和传感器），但是富士对X100T做了许多迭代改进和功能增强。 X100T的传感器与X100S相同，都是1630万像素的Fujifilm X-Trans CMOS II传感器。
2017年1月，富士X100T被下一代产品富士X100F取代。

## 与上一代X100S的不同
- 先进的混合取景器，可以在光学取景器与电子测距取景器之间切换；
- 光学取景器中可做到实时视差校正（旁轴相机因为光轴平行会产生视差）；
- ±3EV的曝光补偿；
- 可以选择启用电子快门（允许静音操作，快门速度为1/32000秒）；
- 3.0英寸，104万像素点的LCD液晶显示屏；
- "Classic Chrome"（经典克罗姆）底片模拟功能；
- 内置无线网络功能（即 Wi-Fi ）；
- 面部识别（启用后，将自动对焦在画面中的人脸上）[8] 。

## 反响
X100T总体上受到好评：
- 美国著名相机测评网站Digital Photography Review （DPReview）打出评分81%，批评了它的自动对焦和视频功能，但是又称“就其做到的尺寸、价格、图像质量的平衡以及它的风格而言，目前尚无任何（其他同类产品）可触及之处”。（there's currently nothing to touch it in terms of the size/price/image quality balance it offers and the style with which it does so）。[6]
- Pocket-Lint.com将其评为5星中的4星，称其为“特别的的小相机”（a special little camera）。[9]